# Abd al-Fattah Yunis

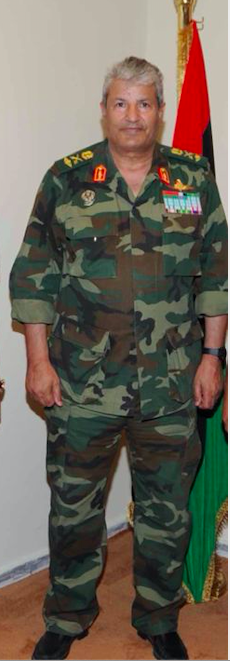
Abd al-Fattah Yunis (2011)

Abd al-Fattah Yunis al-Ubaidi (arabisch عبد الفتاح يونس العبيدي, DMG ʿAbdu l-Fattāḥ Yūnis al-ʿUbaidī; * 1944; † 28. Juli 2011) war ein libyscher Politiker, Innenminister und Generalmajor der libyschen Armee. Zuletzt war er Oberbefehlshaber der libyschen nationalen Befreiungsarmee im Bürgerkrieg.

## Leben
Yunis wurde 1944 im al-Dschabal al-Achdar im Osten Libyens geboren. Als junger Offizier nahm er 1969 am Putsch des „Bundes freier Offiziere“ unter Führung Muammar al-Gaddafis teil. Dabei leitete er die Besetzung der Radiostation in Bengasi.
Er war später an der Gründung der Spezialkräfte („as-Sa'iqa“) der libyschen Armee beteiligt und nahm in den 1970er- und 1980er-Jahren an den Grenzkriegen gegen Ägypten und den Tschad teil.
2009 wurde er von Gaddafi zum Innenminister ernannt. In dieser Funktion führte er die Verhandlungen mit der Europäischen Union über die Verhinderung illegaler Einwanderung nach Europa. Nach dem Ausbruch des Bürgerkriegs in Libyen trat Yunis am 22. Februar 2011 von allen Ämtern zurück und stellte sich in den Dienst des wenig später gegründeten Nationalen Übergangsrates. Sein Rücktritt erfolgte einen Tag nach dem Rücktritt des Justizministers Mustafa Abd al-Dschalil, der den Vorsitz des Übergangsrates übernahm. In der neuformierten Libyschen Rebellenarmee wurde Yunis zum Oberbefehlshaber ernannt.
Nach der Rückkehr von Khalifa Belqasim Haftar aus dem US-amerikanischen Exil wurde von einigen Medien berichtet, dieser habe den Oberbefehl übernommen. Der Übergangsrat dementierte dies umgehend.
Yunis wurde am 28. Juli 2011 auf dem Weg von der Front bei Brega nach Bengasi zusammen mit Oberst Mohamed Chamis und Kommandeur Nasser Madhur erschossen. Nach Aussage eines seiner Stabsoffiziere soll es sich dabei um einen Racheakt radikaler Islamisten gehandelt haben.
Nach Angaben des Ölministers des Nationalen Übergangsrats, Ali Tarhouni, hat ein festgenommener Anführer einer befreundeten Miliz gestanden, dass seine Untergebenen den Mord ausgeführt hätten.